# 成文厚
成文厚，是北京的一家著名文具商店，北京老字号。主营各种帐簿、卡片以及办公文具。

## 历史
成文厚起源于1904年山东济南一家刘姓商人开办的小店铺，最初是经营笔砚、课本、农村读物等商品。因发展较快，业务逐渐扩展到龙口、烟台、营口等地。19世纪30年代初，成文厚买卖已逐渐做大。在东北的哈尔滨、吉林、丹东等地都相继开设了分号，而北京成文厚则是1935年由吉林成文厚老板刘显卿帮助其子刘国梁开设的，称为“显记成文厚”。
1942年，成文厚与贾得泉合作，共同设计了一套全新的以复式记账方法为依据的账簿。因其科学实用受到顾客的欢迎。这时成文厚的买卖愈加兴隆，资本也越来越雄厚。到了1946年，成文厚的帐簿已经以其样新质优信誉高而誉满京城，在全国也享有较高知名度。国内有“南有立信 、北有成文厚”的说法。“燕京牌”的各种会计用品几乎占领了当时中国北方的全部市场。
1955年11月，成文厚成为北京市首批公私合营企业。1980年，成文厚在原址进行了翻建，同时恢复了老字号。末代皇帝溥仪的胞弟溥杰和著名书法家王遐举先后为其题写了门匾。